# Microtrabéculaire
Il existerait dans la cellule un tout autre type de réseau que celui constitué par les microtubules, microfilaments, et les filaments intermédiaires. Ce micro réseau de nature particulière serait à l'origine de la consistance gélatineuse de la cellule et permettrait la fixation des ribosomes fixés à lui et accompagnés par les enzymes solubles du cytosol. Composé par un réseau complexe de bâtonnets qui traversent de part en part le cytosol, le squelette de la cellule, cytosquelette, permet de soutenir celle-ci et de participer à ces mouvements. Il s'agit en quelque sorte de sa musculature composée de trois types de bâtonnets qui sont les microtubules les microfilaments et les filaments intermédiaires.

## Source
Encyclopédie Vulgaris Médical : Réseau microtrabéculaire